# Cordillera del Atlas
La cordillera del Atlas, macizo del Atlas o simplemente Atlas es un sistema montañoso que recorre, a lo largo de 2400 km, el noroeste de África. La cordillera recorre Marruecos, Argelia y Túnez, siendo su pico más alto el Toubkal, con 4167 m, al sudoeste de Marruecos. 
El Atlas separa las costas del mar Mediterráneo y del océano Atlántico del Sáhara y, de hecho, es uno de los factores que provocan la sequedad de este desierto. La población del Atlas es mayoritariamente bereber en Marruecos y en Argelia.
En algunas lenguas bereberes, los términos "montaña" son "Adrar" y "adras", y se cree que estos términos son "cognados" del "Atlas". Las montañas albergan una serie de animales y plantas que se encuentran sobre todo en África, pero también en Europa. Muchas de estas especies están en peligro de extinción y algunas ya se han extinguido. El clima suele ser fresco, pero los veranos son soleados y la temperatura media es de 25 °C.

## Toponimia
Según una tradición de la mitología griega, Perseo, que iba en busca de las manzanas de oro de las hijas de Atlas, guardadas en un hermoso jardín custodiado por un dragón. Utilizó la cabeza de Medusa para convertir en piedra al Titán Atlas, condenado a sujetar el arco del firmamento, transformándolo en montañas y cuyas cadenas se dice que son las que formaron la cordillera de Atlas en ese entonces, de ahí su nombre. Sin embargo, la denominación medieval parece haber sido otra. Por ejemplo en el Poema de mio Cid (v. 1181-1182), se denomina a esta cordillera Montes Claros: «Por el rey de Marruecos obviaron a enviar con el de los Montes Claros había guerras tan grandes».
Durante la expansión del islam, los geógrafos árabes consideraban el extremo noroeste del Atlas como una Islam isla situada entre el mar Mediterráneo en el norte y el desierto árido en el sur. También mencionaban en sus ideas que esta isla se levantaba contra el país montañoso de Al-Ándalus. Esa parte del mundo era para ellos, sus límites exteriores. Por otra parte, estos geógrafos árabes han extendido el concepto del Atlas hacia el este, más allá de sus límites naturales.

## Partes

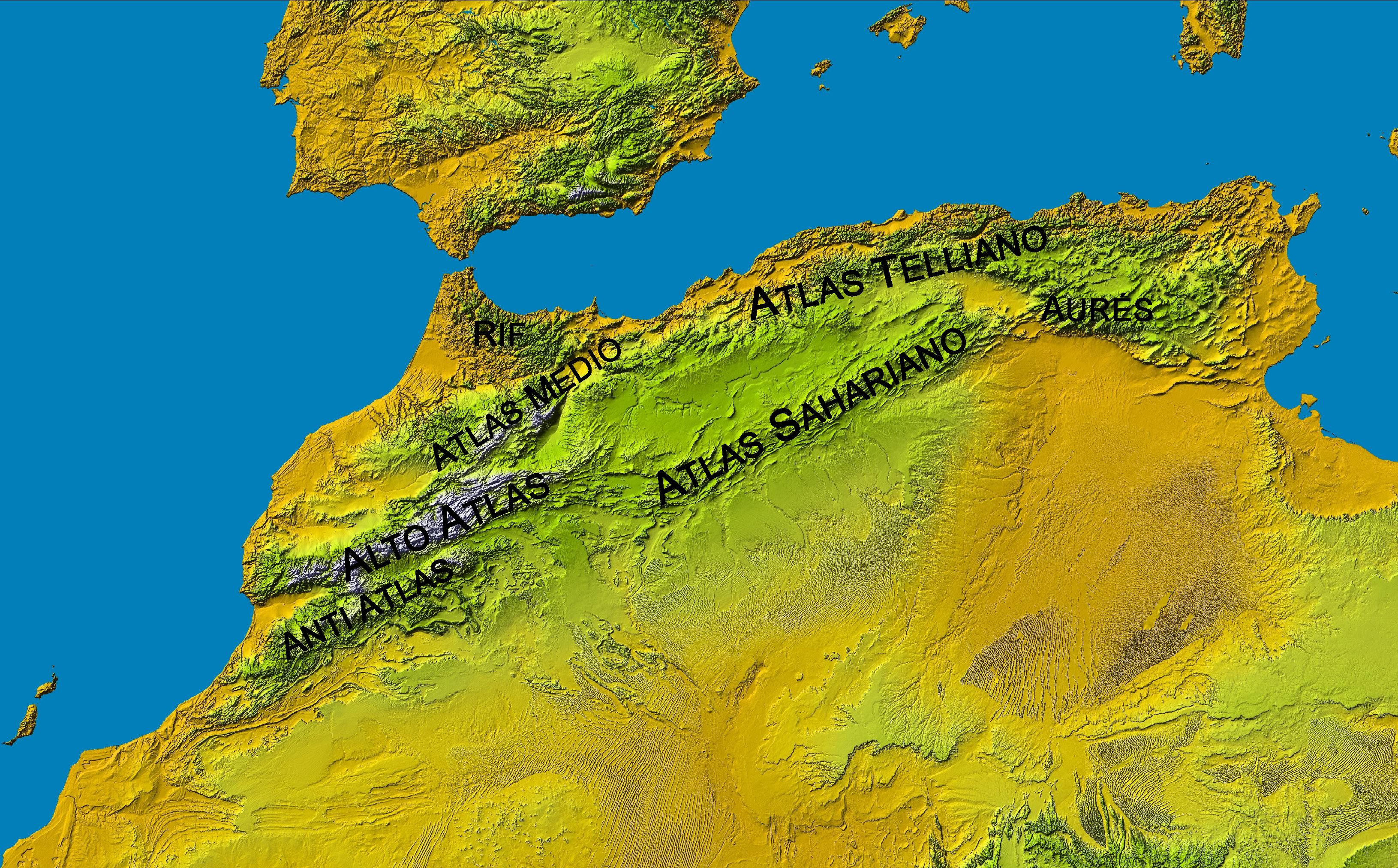
Subcordilleras del Atlas

El Atlas se divide en tres macizos principales, que a su vez se subdividen en varias cordilleras:
- El Atlas marroquí: el Atlas Medio, el Alto Atlas y el Pequeño Atlas o Anti-Atlas.
- El Atlas sahariano (Argelia y Túnez): con los montes Aurés (monte Chelia) y la dorsal tunecina (Djebel Chambi).
- El Atlas telliano (Argelia y Túnez): con el Djurdjura y el Ouarsenis.

### Ante-Atlas
El Anti-Atlas se extiende desde el Océano Atlántico en el suroeste de Marruecos hacia el noreste hasta las alturas de Uarzazat y más al este hasta la ciudad de Tafilalt (en total una distancia de aproximadamente 500 kilómetros o 300 millas). En el sur limita con el Sáhara. El punto más oriental del anti-Atlas es la cordillera de Jbel Saghro y su límite norte está flanqueado por secciones de la cordillera del Alto Atlas. Incluye el Djebel Siroua, un macizo de origen volcánico con la cumbre más alta de la cordillera a 3.304 m. El Jebel Bani es una cordillera mucho más baja que recorre el lado sur del Anti Atlas.

### Alto Atlas
El Alto Atlas, en el centro de Marruecos, se eleva al oeste en la costa atlántica y se extiende en dirección este hasta la frontera marroquí-argelina. Tiene varios picos que superan los 4.000 m, entre ellos la cumbre más alta del norte de África, el Toubkal (4.167 m), y más al este el Ighil m'Goun (4.071 m), la segunda cumbre más importante de la cordillera. En el Atlántico y hacia el suroeste, la cordillera desciende abruptamente y hace una transición hacia la costa y la cordillera del Anti-Atlas. Al norte, en dirección a Marrakech, la cordillera desciende de forma menos abrupta. En las alturas de Uarzazat, el macizo está cortado por el valle del Draa, que se abre hacia el sur. Está habitado principalmente por pueblos bereberes, que viven en pequeñas aldeas y cultivan las altas llanuras del valle del Ourika. Cerca de la presa de Cavagnac hay una presa hidroeléctrica que ha creado el lago artificial Lalla Takerkoust. El lago sirve también como fuente de pescado para los pescadores locales.
Los pueblos y ciudades más grandes de la zona son Uarzazat, Tahannaout, Amizmiz, Imlil, Tin Mal e Ijoukak.

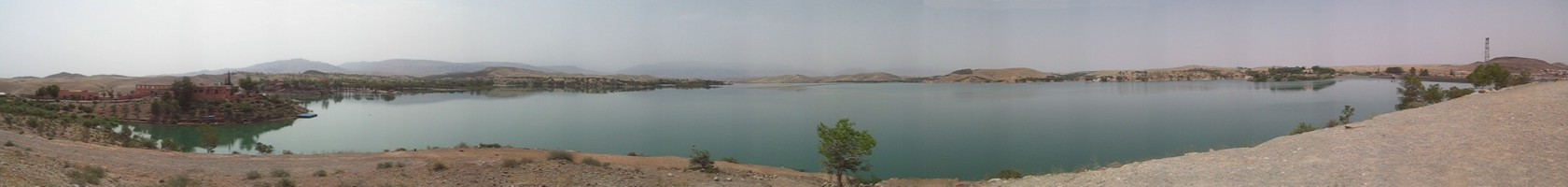
Imagen panorámica del lago artificial de Lalla Takerkoust, cerca de la presa de Cavagnac, con la presa hidroeléctrica (extremo derecho)

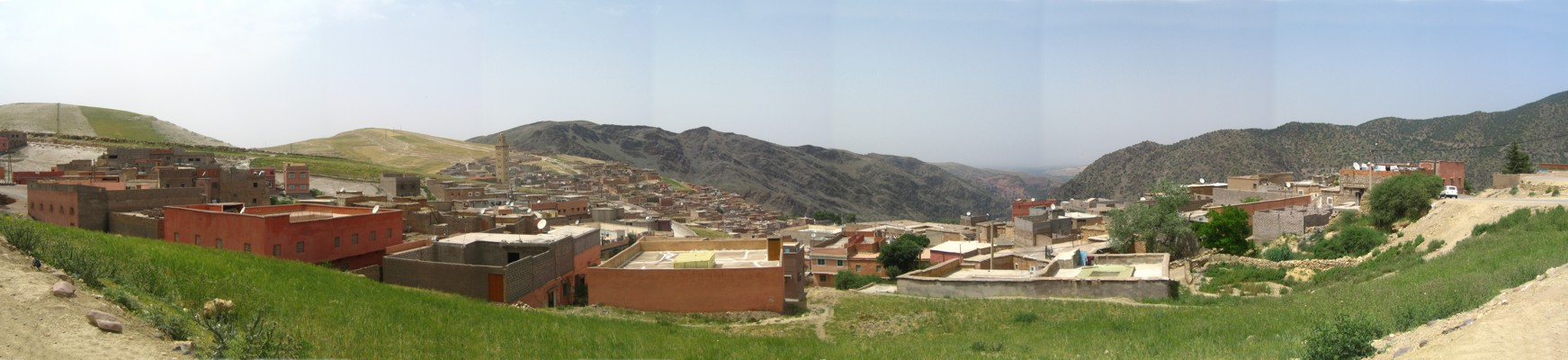
Panorámica de un típico pueblo bereber en la parte marroquí del Alto Atlas

### Atlas Medio
El Atlas Medio se encuentra completamente en Marruecos y es la más septentrional de sus tres cordilleras principales. Se encuentra al norte del Alto Atlas, separado por los ríos Moulouya y Oum Er-Rbia, y al sur de las montañas del Rif, separadas por el río Sebou. Al oeste se encuentran las principales llanuras costeras de Marruecos con muchas de las principales ciudades y, al este, la alta meseta estéril que se encuentra entre el Sáhara y el Tell Atlas. El punto más alto de la cordillera es el jbel Bou Naceur (3.340 m). El Atlas Medio es más lluvioso que las cordilleras del sur, lo que lo convierte en una importante cuenca hidrográfica para las llanuras costeras y en una zona de gran biodiversidad. Alberga la mayor parte de la población mundial de macacos de Berbería.

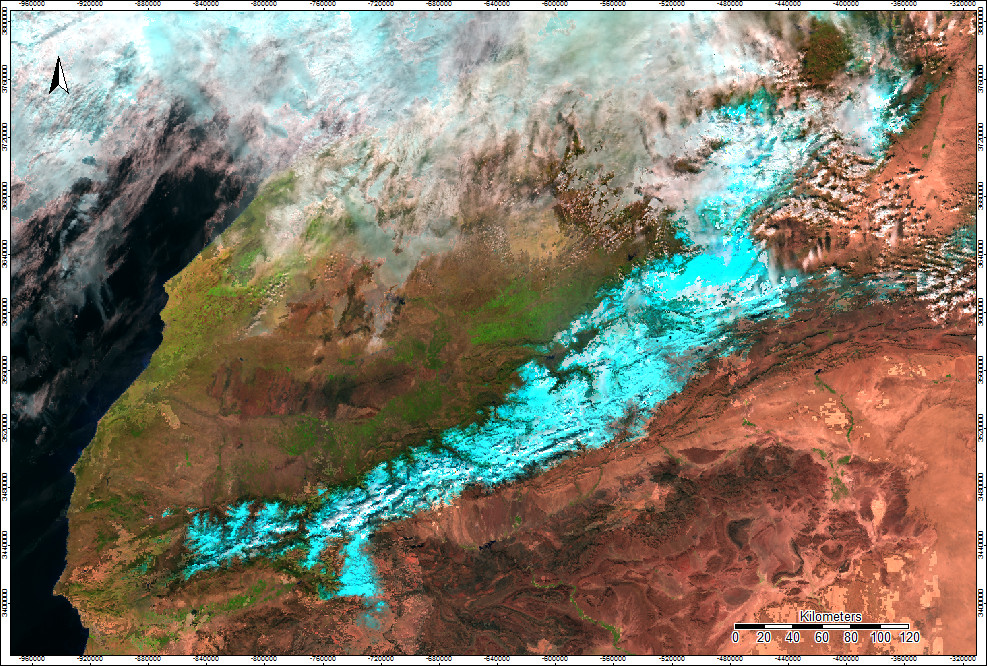
Nieve en las montañas del Atlas en Marruecos el 9 de enero de 2019

### Atlas sahariano
El Atlas Sahariano de Argelia se extiende al este del Alto Atlas, atravesando Argelia desde la frontera marroquí hasta Túnez. Los montes Aures se presentan a menudo como la parte más oriental del Atlas Sahariano. Aunque no son tan altas como el Alto Atlas, alcanzan altitudes similares a las de la cordillera del Atlas Tell, que corre al norte de ellas y está más cerca de la costa. El pico más alto de la cordillera, fuera de los montes Aures, es el Djebel Aissa, de 2.236 m de altura. Marca el límite norte del desierto del Sahara. Las montañas reciben algunas precipitaciones y son más adecuadas para la agricultura que la región de la meseta al norte. En la actualidad, la mayoría de la población de la región es bereber (imazighen)[cita requerida].

### Atlas Tell
Ladera norte del Djebel Akouker (2184 m) en la cordillera del Djurdjura (Tell Atlas, Argelia)
El Atlas tell es una cadena montañosa de más de 1.500 kilómetros de longitud, perteneciente a la cordillera del Atlas y que se extiende desde el este de Marruecos hasta Túnez, pasando por Argelia. Es paralela a la costa mediterránea y se une al Atlas sahariano en el este de Argelia y Túnez. La cumbre más alta del Tell Atlas es Lalla Khadidja, de 2.308 m, en la cordillera del Djurdjura, en Cabilia. El extremo occidental del Tell Atlas se funde con la cordillera del Medio Atlas en Marruecos. La zona inmediatamente al sur del Tell Atlas es el altiplano de las Altas Llanuras, con lagos en la estación húmeda y salinas en la seca. La mitad oriental del Tell Atlas tiene el clima más húmedo del norte de África, con precipitaciones anuales que superan ampliamente los 1000 mm, y a veces los 1500 mm, como en la península de Collo o cerca de Ain Draham. En invierno cae una importante cantidad de nieve en las cumbres.

### Aurès

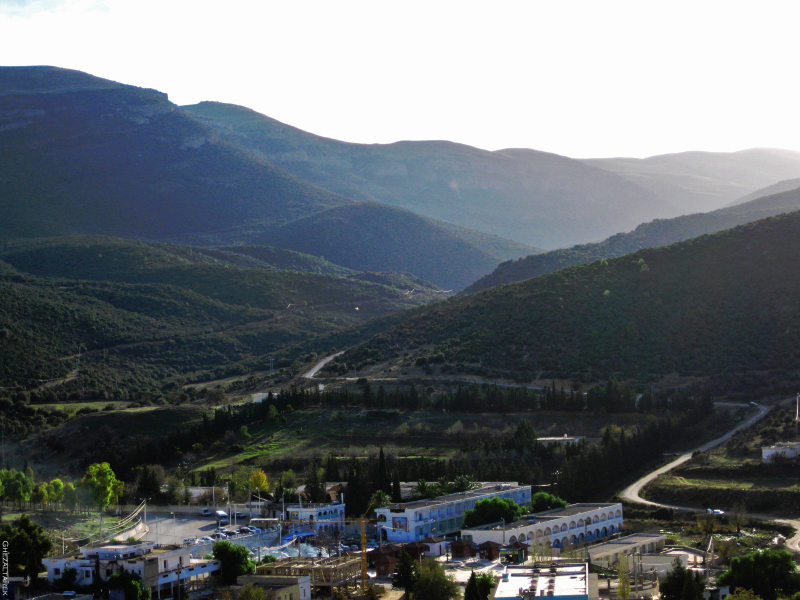
Montañas de Aurès

La cordillera de Aurés es la parte más oriental de la cordillera del Atlas. Abarca partes de Argelia y Túnez. La región natural de Aurès recibe el nombre por esta cordillera

## Geología

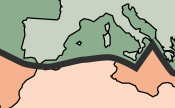
Placas Euroasiática y la Africana, distinguidas por colores. Su choque produjo la elevación de la cordillera del Atlas.

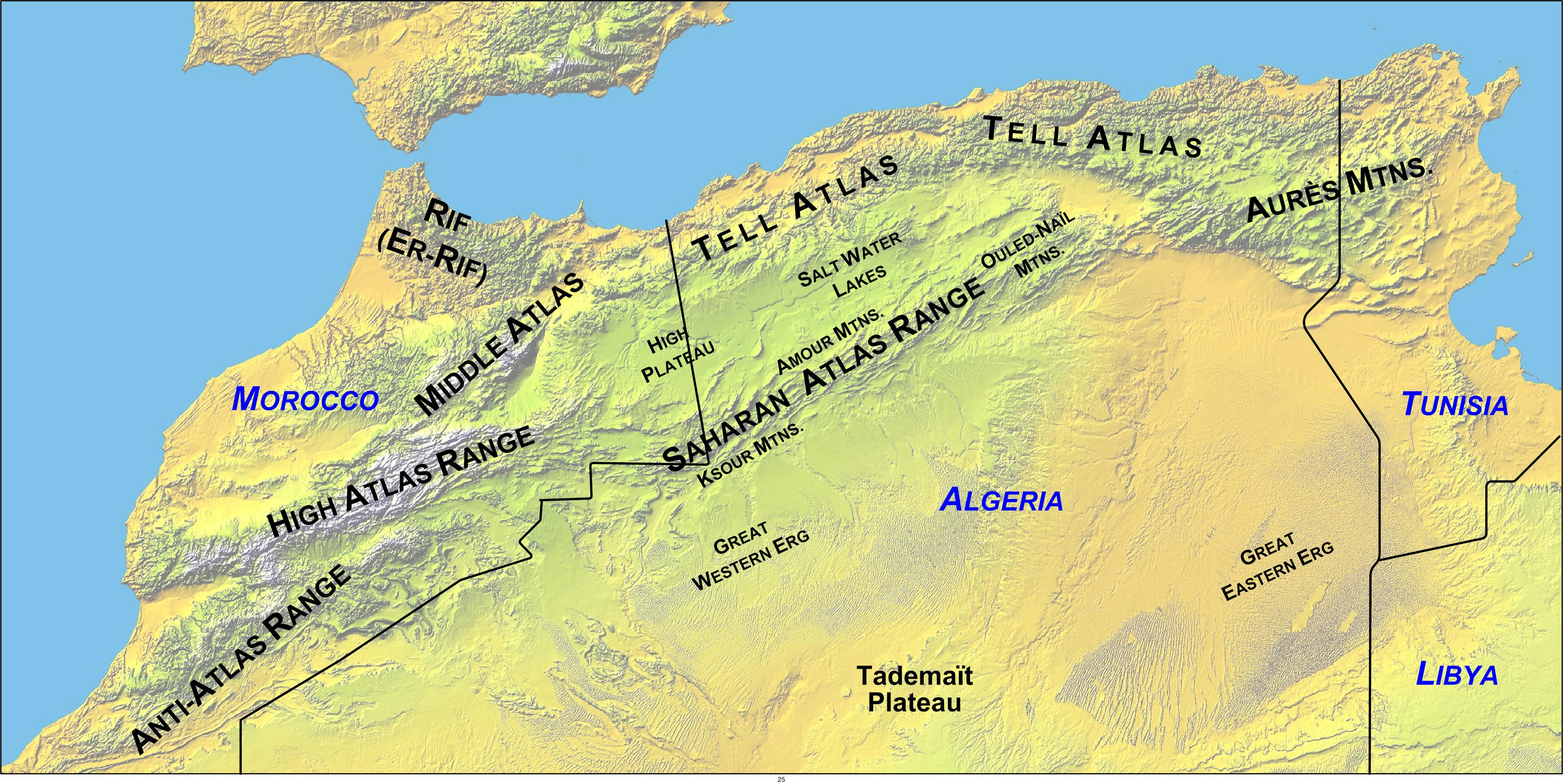
Mapa mostrando la ubicación de la Cordillera del Atlas en el norte de África.

Su formación es consecuencia de la aproximación y colisión entre la placa Euroasiática y la placa Africana. Excepto en el Pequeño Atlas, donde se documenta deformación paleozoica, el resto de la cordillera se ha formado durante el Cenozoico (últimos 65 Ma) mediante la compresión de cuencas extensivas anteriores (mesozoicas) que seguían una distribución espacial similar al actual Atlas y cuya formación tuvo lugar durante la apertura del océano Atlántico (separación de América y África).
Una segunda fase tuvo lugar durante la Era Mesozoica (hace 65 millones de años) y consistió en una extensión generalizada de la corteza de la Tierra que dislocados y separados de los continentes mencionados. Esta extensión fue responsable de la formación de muchos de espesor cuencas sedimentarias intracontinentales incluyendo el Atlas presente. La mayoría de las rocas que forman la superficie del actual Alto Atlas se depositaron bajo el océano en ese momento.

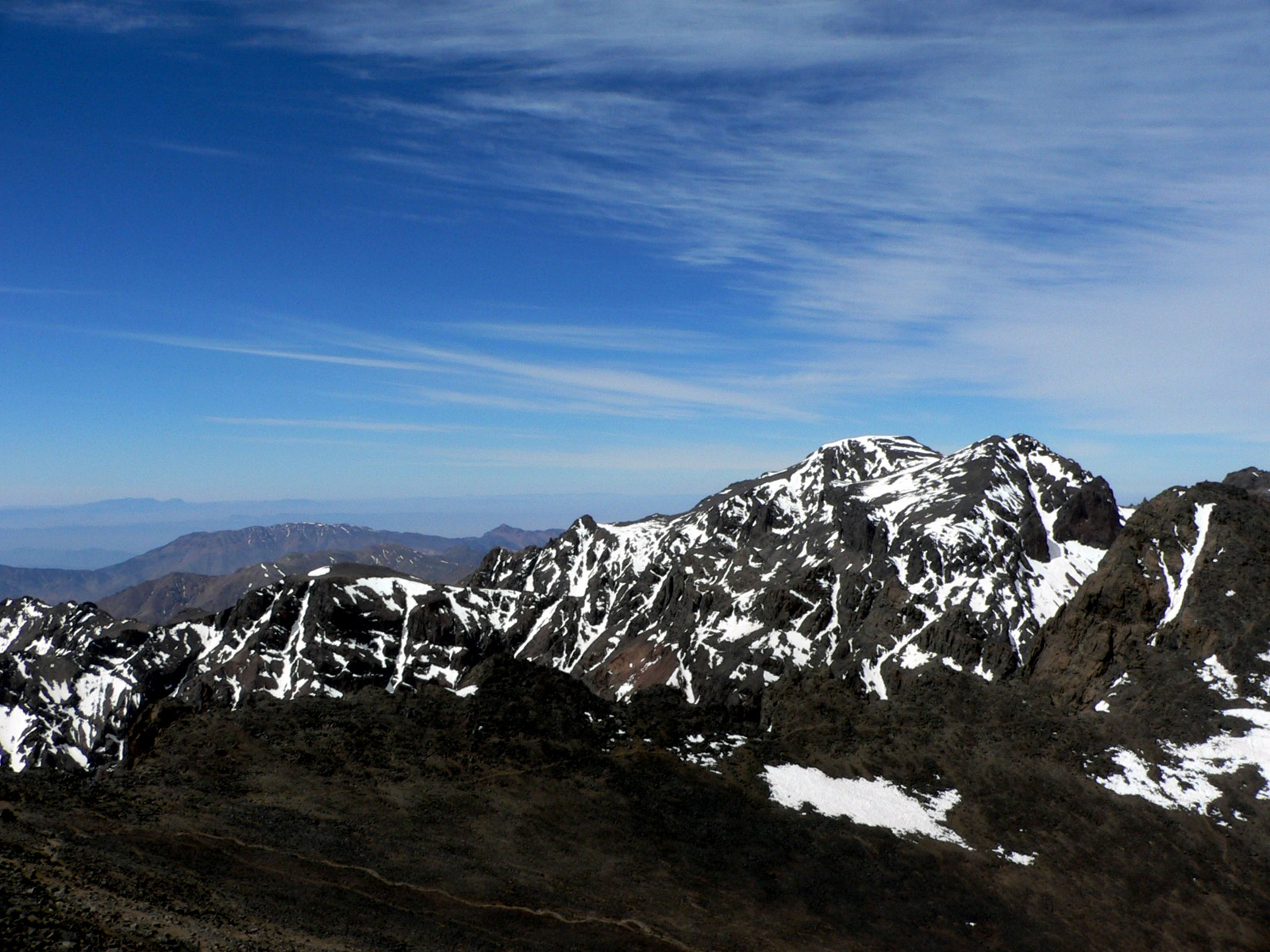
Monte Tubqal, pico más alto del Atlas, en el Alto Atlas.

Por último, en el período terciario, las cadenas de montañas que hoy forman el Atlas fueron levantadas en las masas terrestres de Europa y África colisionaron en el extremo sur de la península ibérica. Tales límites tectónicos convergentes se producen cuando dos placas se deslizan entre sí formando una zona de subducción (si una placa se mueve debajo de la otra) y/o una colisión continental (cuando las dos placas contienen la corteza continental). En el caso de la colisión entre África y Europa, es evidente que la convergencia tectónica es parcialmente responsable de la formación del Alto Atlas, así como para el cierre del estrecho de Gibraltar y la formación de los Alpes y los Pirineos. Sin embargo, hay una falta de evidencia de la naturaleza de la subducción en la región del Atlas, o por el engrosamiento de la corteza de la Tierra, generalmente asociados con las colisiones continentales. De hecho, una de las características más sorprendentes del Atlas para los geólogos es la cantidad relativamente pequeña de engrosamiento de la corteza y el acortamiento tectónico a pesar de la importante altura de la cordillera.

### Recursos naturales
El Atlas es rico en recursos naturales. Existen yacimientos de mineral de hierro, mineral de plomo, cobre, plata, mercurio, sal gema, fosfato, mármol, carbón de antracita y gas natural entre otros recursos.

## Flora y fauna
El Atlas es el hábitat de muchas especies endémicas, a menudo amenazadas.
Entre los animales se incluyen el macaco de Gibraltar (Macaca sylvanus), el leopardo de Berbería (Panthera pardus panthera), el ciervo de Berbería (Cervus elaphus barbarus), el arruí (Ammotragus lervia), gacelas de Cuvier (Gazella cuvieri), ibis eremita (Geronticus eremita), el jabalí, el mirlo acuático (Cinclus cinclus) y la víbora del Atlas (Vipera monticola). Algunos están completamente extintos, pero siguen siendo icónicos: el oso del Atlas (Ursus arctos crowtheri) única especie de oso africano, que desapareció al final del siglo XIX, el león del Atlas (Panthera leo leo) desapareció del hábitat salvaje en 1943, el elefante norteafricano que fue usado por Aníbal en la segunda guerra púnica y el uro del norte de África (Bos primigenius africanus), desaparecido desde la antigüedad.
Las especies de árboles características son el cedro del Atlas (Cedrus atlantica), pino salgareño del Atlas (Pinus nigra subsp. Salzmannii var. Mauretanica) o el roble andaluz (Quercus canariensis).

## Historia
La cordillera del Atlas, que se extiende a lo largo del noroeste de África a través de Marruecos, Argelia y Túnez, ha sido un pilar fundamental en la historia y el desarrollo de la región. Esta extensa cordillera ha influido significativamente en el entorno ambiental, cultural, social y económico de las civilizaciones que han prosperado a su alrededor.

### Primeros habitantes humanos
Las Montañas del Atlas han sido una cuna para la habitabilidad humana desde la era paleolítica. La evidencia arqueológica temprana, incluidos utensilios de piedra y pinturas rupestres, sugiere que la actividad humana en la región se remonta a decenas de miles de años. En sitios como Taforalt y Dar es-Soltane en Marruecos, se han encontrado herramientas de piedra que datan del Paleolítico Medio, indicando la presencia de Neandertales y de Homo sapiens arcaicos. Estas herramientas incluyen puntas de proyectil, raspadores y buriles, mostrando un alto nivel de destreza y adaptación al entorno montañoso.
Herencia bereber
El pueblo indígena bereber, también conocido como amazigh, ha habitado la cordillera del Atlas durante milenios. Su presencia duradera se evidencia en el legado lingüístico a gtravés de las lenguas bereberes (tamazight) aún se hablan en las montañas; las tradiciones clturales que persisten en prácticas únicas en la agricultura, la arquitectura y la artesanía; la continuidad genética en cuanto los estudios genéticos indican un linaje profundamente arraigado que precede a las influencias árabes y europeas.
Civilizaciones Antiguas y Redes Comerciales
Influencia cartaginesa y romana, la cordillera del Atlas fue integral para los imperios cartaginés y romano. Cartago extendió su influencia en la región del Atlas, aprovechando sus recursos y posición estratégica. Por su parte los romanos establecieron ciudades, fuertes y carreteras, explotando recursos minerales como el hierro y el plomo, sitios notables incluyen Volubilis y Timgad.
La cordillera y sus valles y pasos fueron cruciales para facilitar el comercio transahariano, conectando el Mediterráneo con el África subsahariana. Las caravanas atravesaban el Atlas, comerciando oro, sal, esclavos y otros productos. Estas rutas enriquecieron imperios como el de Ghana, Mali y Songhai, fomentando intercambios económicos y culturales.

### Períodos Islámico y Medieval
Con la llegada del Islam en el siglo VII, la cordillera del Atlas se convirtió en parte del creciente mundo islámico. Las tribus bereberes adoptaron el Islam, mezclándolo con sus tradiciones. Los almorávides y almohades, dinastías bereberes originarias del Atlas, establecieron poderosos estados que influenciaron el norte de África y España.
Las montañas sirvieron como santuario para disidentes y comunidades autónomas. El terreno escarpado proporcionó defensa contra invasiones. Las comunidades aisladas mantuvieron identidades culturales y prácticas distintivas.

### Era Colonial y Moderna
Impacto Colonial
Las potencias coloniales europeas, especialmente Francia, trajeron cambios profundos a la región del Atlas en los siglos XIX y XX. Se introdujeron carreteras, ferrocarriles y sistemas administrativos modernos; la extracción de minerales y otros recursos naturales se intensificó.
Desarrollos Post-Independencia
Desde la independencia, Marruecos, Argelia y Túnez han visto transformaciones significativas. Las montañas siguen siendo una fuente de minerales, agua y productos agrícolas. La cordillera del Atlas atrae turistas para actividades de senderismo, esquí y experiencias culturales.
La cordillera del Atlas han sido una fuerza vital en la configuración de la historia y la cultura del norte de África. Desde rutas comerciales antiguas y primeros asentamientos humanos hasta el surgimiento de poderosas dinastías y la preservación de tradiciones culturales únicas, las montañas han sido una presencia constante e influyente. A principios del siglo XXI, siguen siendo una fuente de belleza natural, orgullo cultural e importancia económica para los países que atraviesan, continuando desempeñando un papel crucial en el desarrollo continuo de la región.

## Simbolismo del Atlas

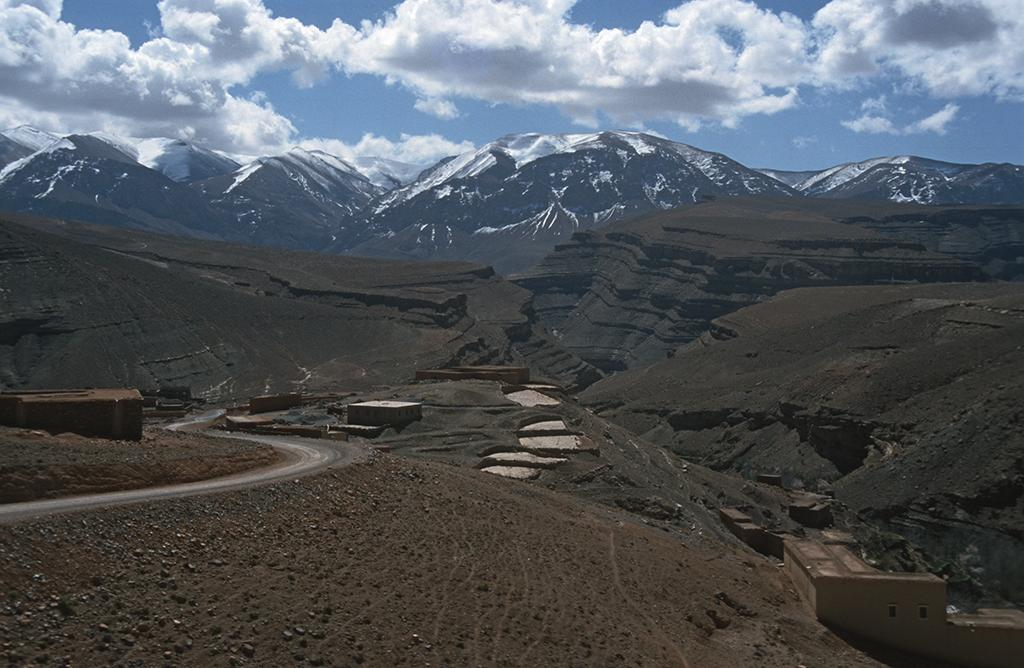
Dadès y el Montes Atlas en Marruecos.

Durante la expansión del islam, los geógrafos árabes consideraban el extremo noroeste del Atlas como una isla situada entre el mar Mediterráneo al norte y el desierto árido al sur. También mencionaban en sus ideas que esta "isla" se levantaba contra el país montañoso de Al Ándalus. Esta parte del mundo era para ellos, sus límites exteriores. Por otra parte, estos geógrafos árabes han extendido el concepto del Atlas hacia el este, más allá de sus límites naturales.